# George Sorocold
George Sorocold (vers 1668 - vers 1738) est un ingénieur anglais du XVIIIe siècle né à Derby, en Angleterre.

## Biographie
George Sorocold est né à Derby vers 1668. Son père, James Sorocold, venait du Lancashire. George épousa Mary, fille de Henry Franceys, le 7 décembre 1684 ; en 1702 ils avaient eu treize enfants, dont huit étaient encore vivants à cette date.
Entre 1685 et 1687, Sorocold fut impliqué dans les travaux d'alimentation en eau de Macclesfield et en 1687, il accepta la mission de remonter les cloches de l'église de Tous les Saints, aujourd'hui cathédrale de Derby.
En 1692, il construisit les premiers ouvrages d'adduction d'eau de la ville, en utilisant une roue à aubes pour refouler l'eau au travers d'environ six kilomètres de tuyaux faits de troncs d'orme. Il développa, pour percer ceux-ci, une machine à forer que plus tard il fit breveter. Ces ouvrages d'adduction ont duré près d'un siècle et il en construisit d'autres dans le pays, à Bridgnorth, Bristol, Deal, King's Lynn, Leeds, Newcastle upon Tyne, Norwich, Portsmouth, Sheffield et Great Yarmouth. À Londres, il bâtit les ouvrages hydrauliques Marchants Water Works, reconstruisit ceux du Pont de Londres et apporta des aménagements au canal de New River. Parmi ses nombreuses innovations, on trouve des pompes actionnées par des roues à aubes qui s'ajustent en hauteur selon le niveau du courant. Un brevet fut accordé à son collègue John Hadley en 1693.
En 1695 et 1699, il réalisa des plans d'aménagement de la navigation sur la Derwent, qui ne furent cependant pas appliqués. Il participa aussi à l'aménagement de la Lea, de l'Aire et de la Cam.
Il construisit le premier moulin à soie de Derby sur les instructions de Thomas Cotchett, qui avait travaillé à Londres avec les soyeux de Spitalfields et compris le bénéfice à retirer de la mécanisation du filage. Il copia les machines qui étaient déjà employées par les filateurs néerlandais. Peut-être parce qu'elles étaient moins efficientes que les italiennes, ou bien pour d'autres raisons économiques, ce projet échoua.
L'idée fut reprise par John Lombe qui, avec son frère Thomas, engagea Sorocold pour construire sur le site de l'ancien un nouveau moulin plus grand, basé sur le modèle italien. Pour Sorocold, qui s'était déjà occupé auparavant de pompes et de roues à aubes, ce fut une sorte de défi. La machinerie achevée en 1822 contenait 10 000 fuseaux, avec 25 000 bobines de dévidage, près de 5 000 roues dentées, plus de 9 000 bobines à torsion et 46 000 bobines à enroulement, toutes entraînées par une unique roue à aubes. Le moulin de Lombe, intégralement reconstruit après un incendie en 1910, abrite aujourd'hui le musée des industries de Derby.
Ce moulin fut presque sa perte. Un jour, y accompagnant un groupe de visiteurs, Sorocold trébucha sur le trottoir et tomba dans l'écluse. La force de l'eau l'entraîna dans la roue entre deux aubes, dont l'une heureusement céda, l'éjectant dans le bief du moulin.
Il améliora également les systèmes de drainage des mines, construisit forges et moteurs à vapeur. Il dispensa également des conseils en ingénierie portuaire, peut-être pour le dock Howlands dans le Surrey et certainement pour celui que construisit Thomas Steers à Liverpool.
Sorocold connut une renommée nationale et fut le premier non-militaire qualifié d'« ingénieur ». La date de sa mort est incertaine, mais supposée se situer peu après 1738.